# ウスチ＝イリムスク
ウスチ＝イリムスク（ロシア語: Усть‐Илимск、英語: Ust'-Ilimsk）は、ロシア連邦・シベリア連邦管区のイルクーツク州にある都市。人口は約8万人である（2021年現在）。

## 概要
右岸の支流イリム川が合流する付近のアンガラ川左岸に位置する。のちに右岸側にも都市が建設され、左岸側を旧市街、右岸側を新市街と呼ぶようになった。木材コンビナート、建設資材業（砂利、砕石、コンクリート）がある。ブラーツク発電所より下流にあるウスチ・イリム水力発電所（出力432万キロワット、1998年現在）の建設工業基地となった場所に、1966年からつくられた都市で、1973年に市となった。 
近くの町イリムスクに流刑にされていたアレクサンドル・ラジーシチェフを記念して、その名を市名とする案もあったが、現在の名前に落ち着いている。

## 交通
東シベリア鉄道支社のフレプトヴァヤ - ウスチ＝イリムスク線の終着駅は隣村のジェレズノドロジュニにあり、路線バスで連絡されている。イルクーツクまでは鉄道で1,280キロメートル、ブラーツクまでは高速道路で246キロメートル、クラスノヤルスクまでの直線距離は636キロメートルとなる。また、郊外のウスチ＝イリムスク空港からイルクーツクへの便がある。
市内交通は路線バスが主体である。2022年にウスチ＝イリムスク市電が廃止となった。

## 姉妹都市
- 邯鄲市（中華人民共和国 河北省）